# Eucelatoria claripalpis
Eucelatoria claripalpis är en tvåvingeart som först beskrevs av Thompson 1968.  Eucelatoria claripalpis ingår i släktet Eucelatoria och familjen parasitflugor. Inga underarter finns listade i Catalogue of Life.